# Свищёво (Ярцевский район)
Свищёво — деревня в Ярцевском районе Смоленской области России. Входит в состав Суетовского сельского поселения. Население — 75 жителей (2007 год). 
Расположена в центральной части области в 10 км к востоку от Ярцева, в 3 км южнее автодороги М1 «Беларусь». В 0,1 км южнее деревни расположена железнодорожная станция Свищёво на линии Москва — Минск. 

## История
В годы Великой Отечественной войны деревня была оккупирована гитлеровскими войсками в июле 1941 года, освобождена в сентябре 1943 года.